# 마샬러

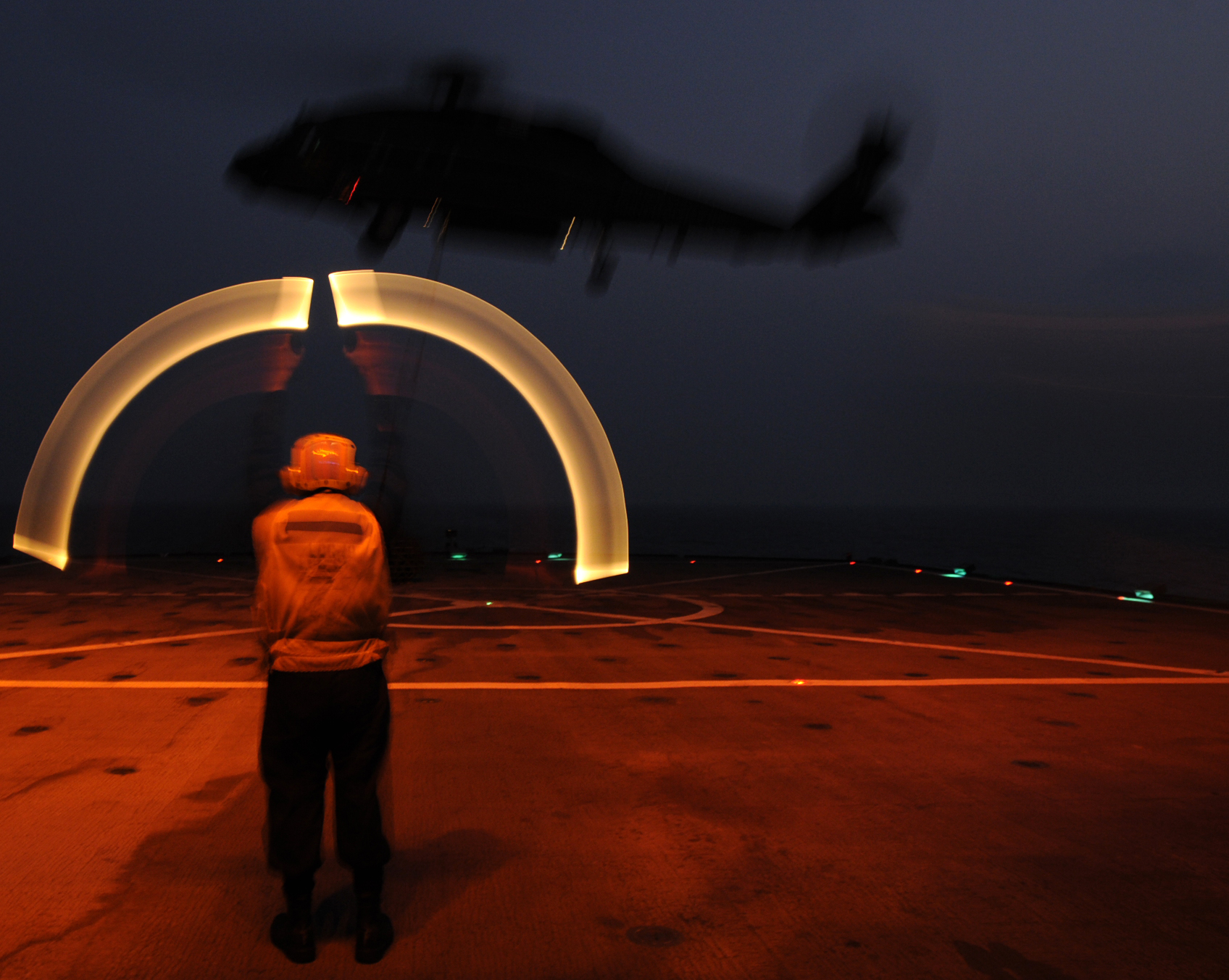
마샬러가 헬리콥터에 신호를 보내는 모습

마샬러 (Aircraft marshalling) 또는 항공기 유도원, 항공기 유도자(사)는 지상에서 몸짓으로 항공기와의 신호를 전달하여 충돌 하지 않도록 돕는 직업이다.

## 활동

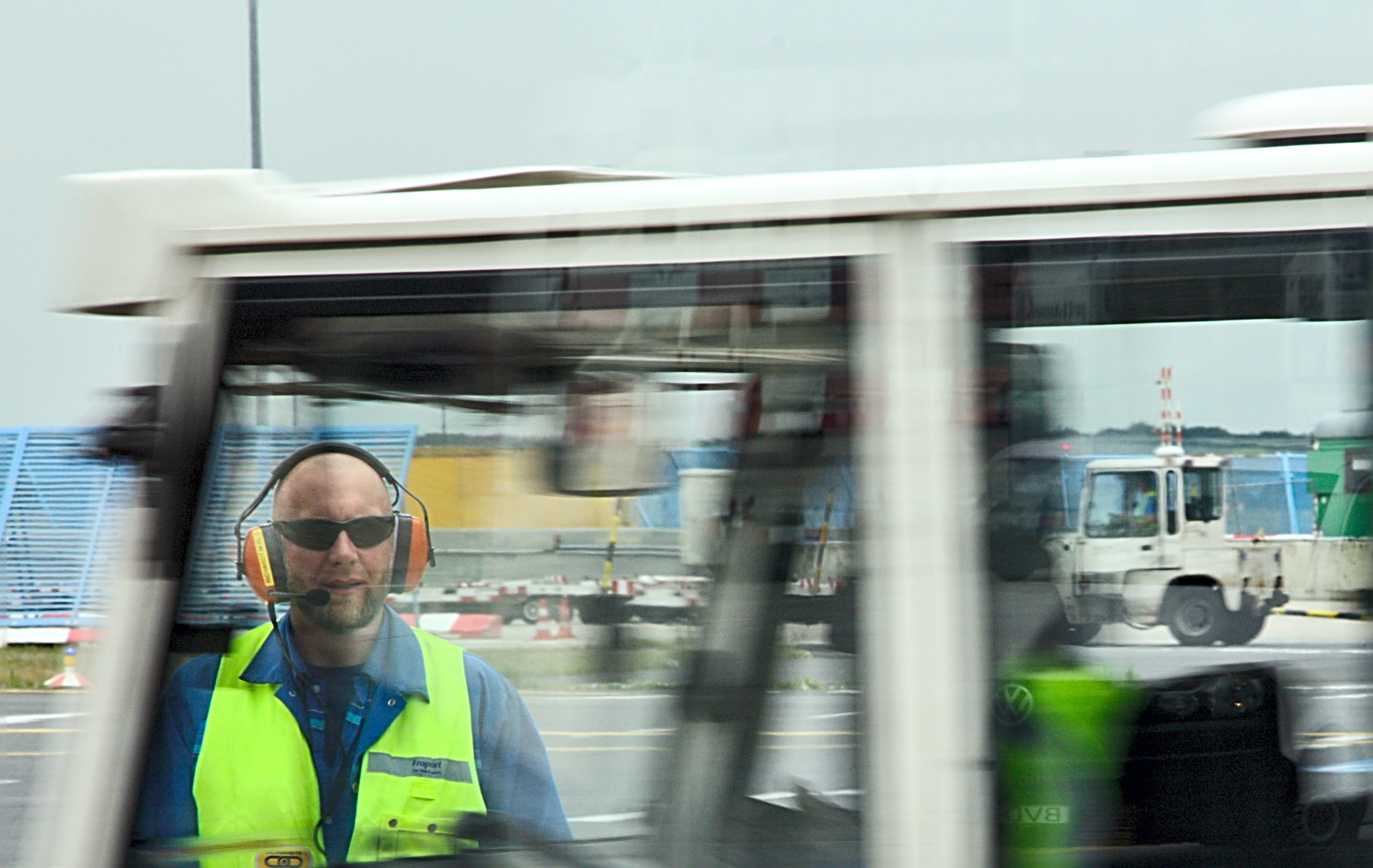
프랑크푸르트암마인 공항에 있는 마샬러

마샬러의 일반적인 장비는 안전 조끼, 청각적 귀마개가 달린 헬멧, 장갑이나 불빛이 나는 봉 또는 일반 봉이다.
차량으로 항공기에게 신호를 보내는 경우도 있다.
공항에 있는 차량 뒤 전광판에"Follow me!" "Stop" 등을 작성하여 항공기에게 신호를 보낼수 있다.
공항에서 마샬러는 조종사에게 계속 회전, 감속, 정지, 엔진을 정지하라고 신호를 보내서 항공기를 탑승교나 활주로로 유도한다.

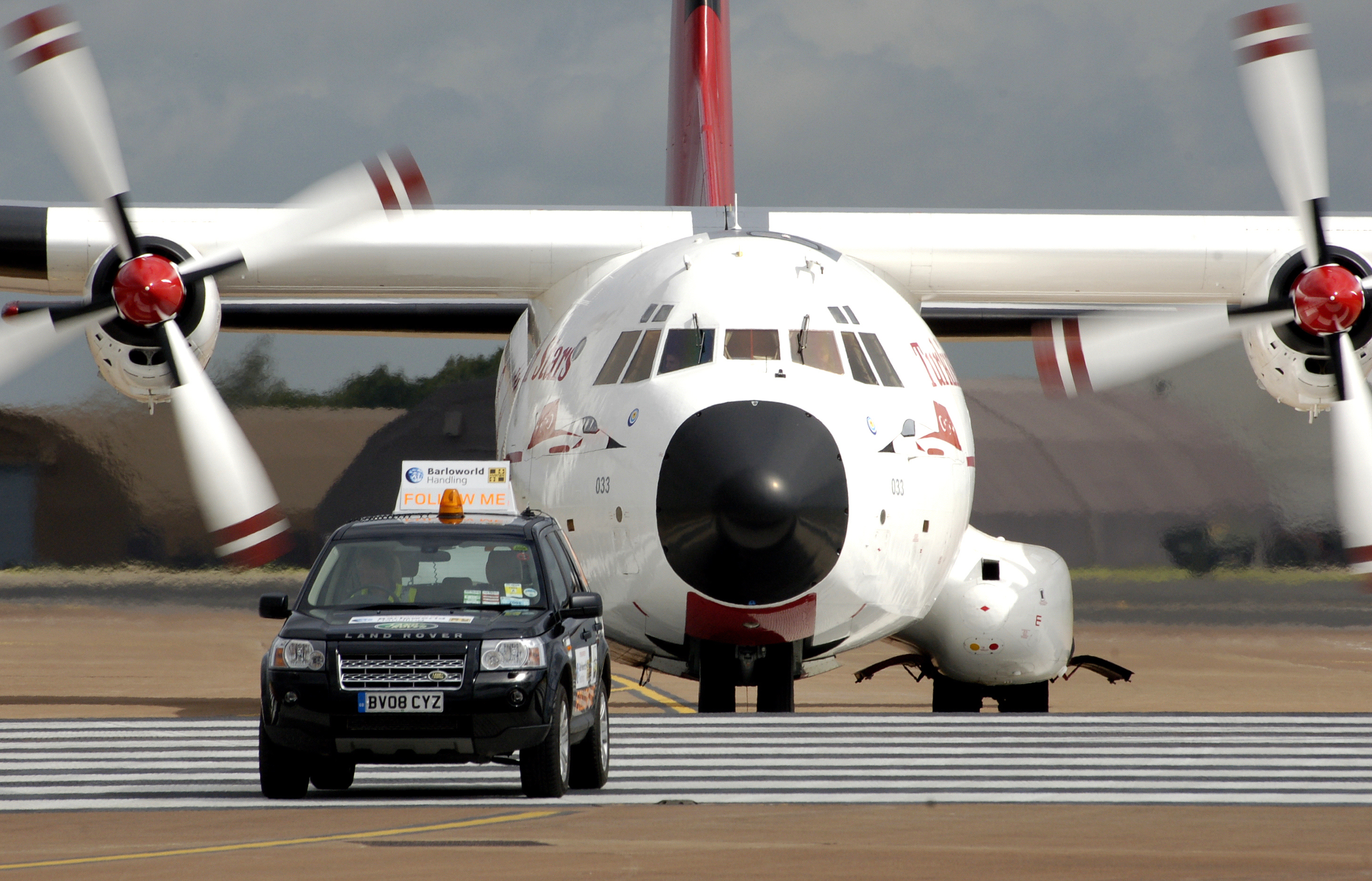
차량으로 항공기에 신호를 보내는 모습

## 소음 노출
과도한 소음은 수년에 걸쳐 또는 일회성 음향 트라우마가 발생한 후에 청력 손실이 발생할 수 있다.

## 항공기 신호

이상 없음(완료)
정지
바퀴 쵸크 삽입
쵸크 당김
엔진 시작
엔진 정지
앞으로 이동
왼쪽으로 회전
오른쪽으로 회전
속도 줄이기
정지 (긴급상황)

## 헬리콥터 신호

이륙
착륙
위로 이동
아래로 이동
왼쪽으로 이동
오른쪽으로 이동
앞으로 이동
뒤로 이동
Hold hover
해제 슬링 부하

## 같이 보기
- 공항
- 활주로
- 유도로